# Astartea
Genre
Classification phylogénétique
Astartea est un genre de plantes à fleurs de la famille des Myrtaceae. Il comprend  des espèces d'arbustes, rarement d'arbres, originaires d'Australie.
Le nom du genre dérive d'Astarté, la déesse phénicienne identifiée à la déesse latine Vénus.
Les feuilles sont petites et opposées avec des pétioles courts et sont riches en huiles essentielles. Les fleurs sont hermaphrodites et la pollinisation se fait par les insectes. Les fruits sont des capsules à 2 ou 3 compartiments.

## Liste des espèces
- Astartea ambigua
- Astartea aspera
- Astartea clavifolia
- Astartea clavulata
- Astartea corniculata
- Astartea endlicheriana
- Astartea fascicularis
- Astartea glomerulosa
- Astartea heteranthera
- Astartea intratropica
- Astartea laricifolia
- Astartea leptophylla
- Astartea muricata
- Astartea scoparia